# Microstigma sajanense
Microstigma sajanense är en korsblommig växtart som beskrevs av Kuvajev och Sonnikova. Microstigma sajanense ingår i släktet Microstigma och familjen korsblommiga växter. Inga underarter finns listade i Catalogue of Life.